# Anita Heer
Anita Heer (* 9. Mai 1972 in Basel) ist eine Schweizer Politikerin (SP).

## Politische Laufbahn
Anita Heer trat 1997 in die SP Basel-Stadt ein und wurde 2004 bei ihrer ersten Kandidatur in den Grossen Rat des Kantons Basel-Stadt gewählt. Im Rahmen ihrer parlamentarischen Tätigkeit war Mitglied der Disziplinarkommission sowie der Justiz-, Sicherheits- und Sportkommission.
Nachdem sie am 15. Mai 2011 zur Präsidentin des Zivilgerichtes Basel-Stadt gewählt wurde, schied sie aus dem Grossen Rat aus.
Ihre politischen Hauptthemen waren die Gleichstellungsfragen, Sicherheitspolitik und Justiz sowie Mieterinteressen.

## Ausbildung
Heer besuchte das Gymnasium in Muttenz und studierte danach an der Universität Basel Rechtswissenschaften. 2001 erlangte sie das Anwaltspatent des Kantons Basel-Landschaft.

## Sonstiges
Die Juristin ist Vorstandsmitglied des Schweizerischen Roten Kreuzes Sektion Basel.
Anita Heer ist die Lebenspartnerin des SP Grossrats Tobit Schäfer.